# Pineda de Mar (kommun)
Pineda de Mar är en kommun i Spanien.   Den ligger i provinsen Província de Barcelona och regionen Katalonien, i den östra delen av landet, 500 km öster om huvudstaden Madrid. Antalet invånare är 26 066. Arean är 10,8 kvadratkilometer. Pineda de Mar gränsar till Tordera, Santa Susanna, Calella och Sant Cebria de Vallalta. 
Terrängen i Pineda de Mar är platt åt sydost, men åt nordväst är den kuperad.